# Pilar Valero Cebrián
María Pilar Valero Cebrián (Saragossa, 27 de maig de 1970 - Saragossa, 7 de novembre de 2022) fou una jugadora de bàsquet aragonesa, considerada una de les pioneres del basquetbol femení a l'Aragó.
Entre d'altres reconeixements, rebé la medalla al Mèrit Esportiu del Govern d'Aragó (2011) i el premi Ciudad de Zaragoza (2012). També fou inclosa al Saló de la Fama del basquetbol espanyol en dues ocasions, primer formant part de la selecció espanyola de bàsquet femenina de 1993 (2019) i, posteriorment, de forma individual (2023). Per altra banda, durant la celebració de la Copa de la Reina de 2023 al Pavelló Príncipe Felipe de Saragossa, se li retirà la samarreta esportiva com a homenatge pòstum.

## Palmarès
Clubs
- 1 Eurolliga de bàsquet femenina (1992-93)
- 1 Copa del Món de clubs de bàsquet femenina (1992-93)
- 7 Lligues espanyoles de bàsquet femenina
- 5 Copes espanyoles de bàsquet femenina
- 6 Copes Galícia de bàsquet femenina (1997-98, 1998-99, 1999-00, 2007-08, 2008-09, 2009-10)

Selecció espanyola
- 1 medalla d'or al Campionat d'Europa de bàsquet femení (1993)
- 1 medalla de bronze als Jocs Mediterranis de 1993